# ناقلية حرارية

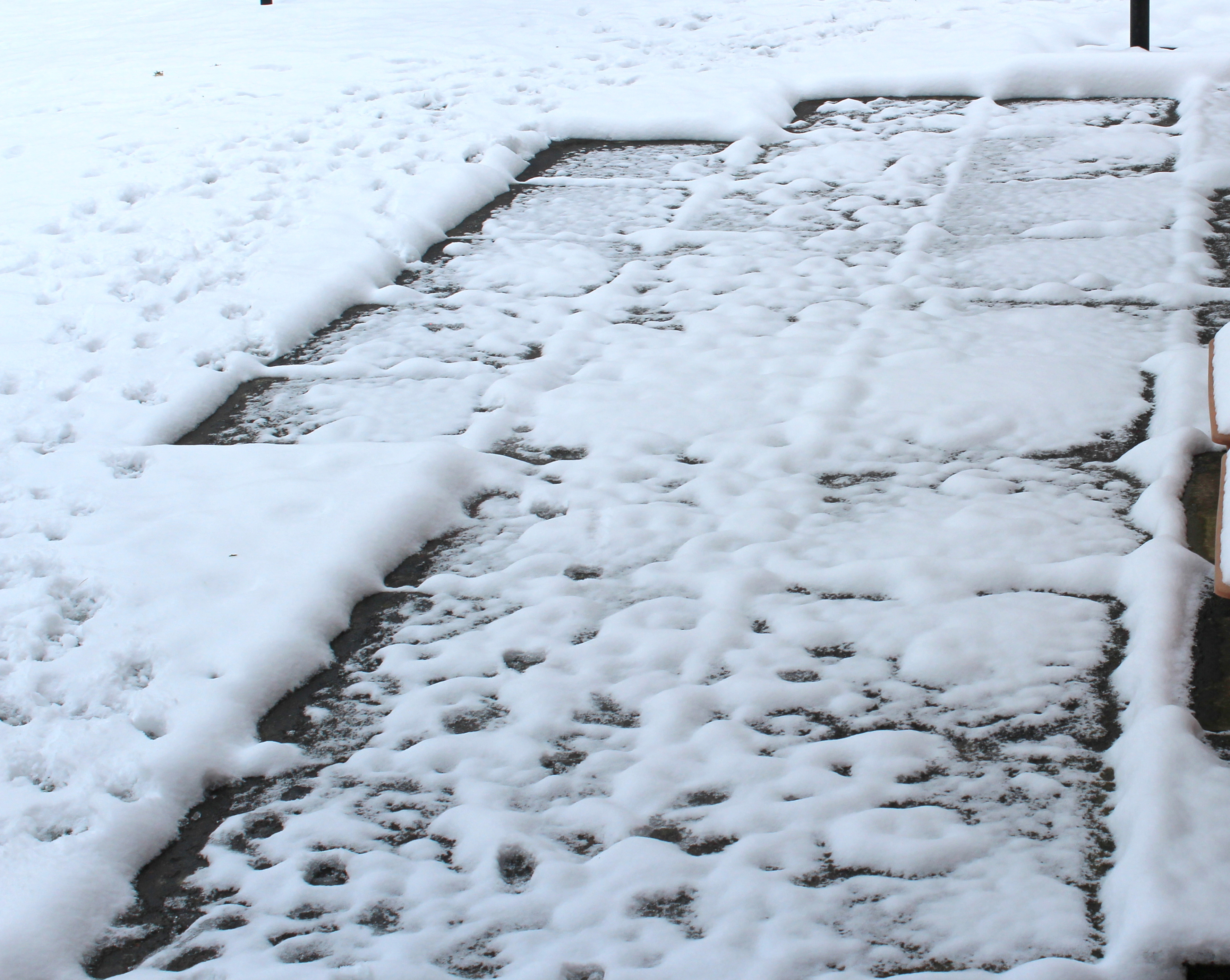

الناقلية الحرارية أو الموصلية الحرارية أو درجة التوصيل الحرارى في الفيزياء والكيمياء هي خاصية المادة التي تشير إلى قابلية المادة لنقل الحرارة. تقاس الناقلية الحرارية لمادة بوحدة واط/متر/كلفن.
وتختلف الناقلية الحرارية من مادة إلى مادة فالمعادن عموما تكون جيدة الناقلية الحرارية مثل النحاس والحديد والفضة ، أما الأخشاب والبلاستيك مثلا ، فهي ضعيفة التوصيل الحراري.
إن الحرارة التي تسري في جسم صلب بانتقال الإلكترونات الحرة انتقالاً فيزيائياً وباهتزازات الذرات والجزيئات تتوقف عن السريان عندما تتساوى درجات الحرارة في جميع نقاط الجسم الصلب وتتساوى كذلك مع درجة حرارة الوسط المحيط. ويحدث سريان إجمالي للحرارة في الجسم (عند الوصول إلى حالة التوازن الحراري) يعتمد في قيمته على التباين الحراري بين مختلف نقاط الناقلية الحرارية تجريبياً بتحديد درجة الحرارة تابعاً للزمن على امتداد طول القضيب أو على سطح صفائح مسطحة، في حين يُتحكم آنياً في الدخل الخارجي والخرج الحراريين من سطوح القضيب أو من حواف الصفيحة.
بوجه عام ، التوصيل الحراري يتناسب طردياً مع التوصيل الكهربائي ، مثل المعادن لها قيم عالية على حد سواء. من الاستثناءات الملحوظة الألماس ، الذي له موصلية حرارية عالية ، ولكن توصيل كهربائي ضعيف.

## تعريفها

### تعريف بسيط
لنأخذ مادة صلبة موضوعة بين وسطين ذوي درجتي حرارة مختلفتين. لتكن {\displaystyle T_{1}} درجة الحرارة عند {\displaystyle x=0} و {\displaystyle T_{2}} درجة الحرارة عند {\displaystyle x=L}، ولنفترض أن {\displaystyle T_{2}>T_{1}}. من الممكن دراسة هذه الحالة في بناء في يوم بارد في الشتاء: تكون المادة الصلبة في هذه الحالة في جدار البناء، الذي يعزل الوسط الخارجي البارد من الوسط الداخلي الدافئ.
وفق القانون الثاني للديناميكا الحرارية فإن الحرارة ستتدفق من الوسط الساخن إلى البارد في محاولة لتعديل الفرق في درجات الحرارة. يعبر عن هذا عدديًّا بالتدفق الحراري {\displaystyle q}، والذي يعطي معدل تدفق الحرارة لوحدة المساحة باتجاه ما (في هذه الحالة هو الاتجاه x). في العديد من المواد يلاحَظ أن {\displaystyle q} متناسب طردًا مع فرق درجات الحرارة وعكسًا مع العزل:
{\displaystyle q=-k\cdot {\frac {T_{2}-T_{1}}{L}}.}
ثابت التناسب {\displaystyle k} هو الناقلية الحرارية؛ وهو خاصية فيزيائية للمادة. في الحالة المدروسة وبما أن {\displaystyle T_{2}>T_{1}} فإن الحرارة تتدفق بالاتجاه السالب لمحور x و#{\displaystyle q} سالب، ما يعني بالتالي أن {\displaystyle k>0}. بشكل عام، تُعرف {\displaystyle k} دومًا كمقدار موجب. يمكن أيضًا توسيع نفس تعريف {\displaystyle k} ليشمل الغازات والسوائل، وذلك بشرط استبعاد الأشكال الأخرى من انتقال الطاقة كالحمل والإشعاع الحراريين.
للبساطة فقد افترضنا هنا بأن {\displaystyle k} لا تتغير بشكل كبير مع تغير درجة الحرارة من {\displaystyle T_{1}} إلى {\displaystyle T_{2}}. في الحالات التي لا يمكن فيها إهمال تغير {\displaystyle k} مع درجة الحرارة يجب استخدام التعريف الأعم للناقلية الحرارية {\displaystyle k} المشروح أدناه.

### تعريف عام
يُعرف توصيل الحرارة بأنه انتقال الطاقة نتيجة الحركة العشوائية للجزيئات وفق تدرج حراري. تتميز عن انتقال الطاقة بالحمل والعمل (الشغل) الجزيئي بأنها لا تتضمن تدفقات أو جريانات عيانية ولا إجهادات داخلية تؤدي عملًا.
يصنف تدفق الطاقة نتيجة التوصيل الحراري على أنه حرارة ويعبر عنه كميًّا بالشعاع {\displaystyle \mathbf {q} (\mathbf {r} ,t)}، والذي يعطي التدفق الحراري في الموضع {\displaystyle \mathbf {r} } والزمن {\displaystyle t} وفق القانون الثاني في الديناميكا الحرارية فإن الحرارة تتدفق من درجة الحرارة الأعلى إلى درجة الحرارة الأقل. وبالتالي فمن المنطقي افتراض أن الشعاع {\displaystyle \mathbf {q} (\mathbf {r} ,t)} يتناسب طردًا مع حقل التدرج الحراري {\displaystyle T(\mathbf {r} ,t)} أي:
{\displaystyle \mathbf {q} (\mathbf {r} ,t)=-k\nabla T(\mathbf {r} ,t),}
حيث ثابت التناسب {\displaystyle k>0} يعبر عن الناقلية الحرارية. يدعى هذا قانون فورييه للتوصيل الحراري. في الحقيقة، هو ليس قانونًا بل هو تعريف للناقلية الحرارية حسب الكميتين الفيزيائيتين المستقلتين {\displaystyle \mathbf {q} (\mathbf {r} ,t)} و{\displaystyle T(\mathbf {r} ,t)}. لذلك فإن فائدته تعتمد على القدرة على تحديد {\displaystyle k} لمادة معينة تحت شروط معينة. يعتمد الثابت {\displaystyle k} نفسه عادةً على {\displaystyle T(\mathbf {r} ,t)} وبالتالي فإنه يعتمد ضمنيًّا على الزمان والمكان. يمكن أن يحدث اعتماد صريح على المكان والزمان أيضًا إذا كانت المادة غير متجانسة أو كانت تتغير مع الزمن.
في بعض المواد الصلبة يكون التوصيل الحراري متباين الخواص، أي أن معدل تدفق الحرارة ليس دائمًا موازيًا لتدرج الحرارة. للتعويض عن هذا السلوك يجب استخدام تعبير موتري عن قانون فورييه:
{\displaystyle \mathbf {q} (\mathbf {r} ,t)=-{\boldsymbol {\kappa }}\cdot \nabla T(\mathbf {r} ,t)}
حيث {\displaystyle {\boldsymbol {\kappa }}} موتر (مصفوفة شعاعية) من الرتبة الثانية يُدعى موتر الناقلية الحرارية.
الوصف السابق يفترض ضمنًا وجود توازن حراري موضعي يسمح بتعريف حقل درجات حرارة {\displaystyle T(\mathbf {r} ,t)}.

### كميات أخرى
من الشائع في مجال الهندسة العمل باستخدام كميات مشتقة عن الناقلية الحرارية وتأخذ ضمنًا بعين الاعتبار مزايا خاصة بالتصميم كالأبعاد الخاصة بالعنصر.
على سبيل المثال، تُعرف الموصلية الحرارية بأنها كمية الحرارة التي تمر خلال وحدة الزمن عبر صفيحة ذات مساحة وسماكة محددتين عند اختلاف درجتي حرارة وجهيها المتقابلين بمقدار كلفن واحد. لأجل صفيحة ذات ناقلية حرارية {\displaystyle k} ومساحة {\displaystyle A} وسماكة {\displaystyle L} تكون الموصلية الحرارية {\displaystyle kA/L} مقاسةً بوحدة واط/كلفن. العلاقة بين الموصلية الحرارية والناقلية الحرارية تحاكي العلاقة بين الموصلية الكهربائية والناقلية الكهربائية.
المقاومة الحرارية هي مقلوب الموصلية الحرارية. من الملائم استخدام التصميم متعدد العناصر بما أن المقاومات الحراري جمعية عندما توصل على التسلسل.
هناك أيضًا مقياس يعرف بمعامل انتقال الحرارة: كمية الحرارة التي تمر خلال وحدة الزمن عبر مساحة واحدية من صفيحة ذات سماكة محددة عندما تختلف درجتا حرارة وجهيها المتقابلين بمقدار كلفن واحد. حسب الجمعية الأمريكية للاختبارات والمواد (إيه إس تي إم) سي168-15 فإن هذه الكمية غير المتعلقة بالمساحة يشار إليها باسم «الموصلية الحرارية». مقلوب معامل انتقال الحرارة هو العازلية الحرارية. تلخيصًا، لأجل صفيحة ذات ناقلية حرارية{\displaystyle k}، ومساحة {\displaystyle A}، وسماكة {\displaystyle L}، يكون لدينا:
- الموصلية الحرارية = {\displaystyle kA/L}، تقاس بالواط/كلفن..
  - المقاومة الحرارية = {\displaystyle L/(kA)}، تقاس بالكلفن/واط.
- معامل انتقال الحرارة = {\displaystyle k/L}، يقاس بالواط/(كلفن.م2).
  - العازلية الحرارية = {\displaystyle L/k}، تقاس بالكلفن.م2/واط.

يعرف معامل انتقال الحرارة باسم السماحية الحرارية بمعنى أن المادة يمكن اعتبارها تسمح للحرارة بالتدفق.
يعبر مصطلح إضافي، الانتقالية الحرارية، عن كمية الموصلية الحرارية لبنية بالإضافة إلى انتقال الحرارة بالحمل الحراري والإشعاع. تُقاس بنفس الوحدات المستخدمة للموصلية الحرارية وتعرف أحيانًا باسم الناقلية الحرارية المركبة. يستخدم أيضًا مصطلح (قيمة يو).
أخيرًا، تجمع الانتشارية الحرارية {\displaystyle \alpha } بين الناقلية الحرارية والكثافة والحرارة النوعية:
{\displaystyle \alpha ={\frac {k}{\rho c_{p}}}}
فهي بالتالي تعبر كميًّا عن العطالة الحرارية للمادة، أي الصعوبة النسبية لتسخين مادة إلى درجة حرارة معينة باستخدام المصادر الحرارية المطبقة عند الحدود.

## الوحدات
في نظام الوحدات الدولية (SI) تقاس الناقلية الحرارية بالواط لكل متر.كلفن (و/(م.ك)). تستخدم بعض الأوراق البحثية الواط لكل سنتيمتر.كلفن (و/(سم.ك)).
في نظام الوحدات الإمبراطورية، تقاس الناقلية الحرارية بالوحدة الحرارية البريطانية لكل ساعة.قدم.درجة فهرنهايت (و.ح.ب/(سا×ق×°ف).
بعد الناقلية الحرارية هو M1L1T−3Θ−1 معبرًا عنه بالكتلة (M) والطول (L) والزمن (T) ودرجة الحرارة (Θ).
تستخدم وحدات أخرى تتعلق بشدة بالناقلية الحرارية بشكل شائع في مجالي البناء والنسيج. يستخدم مجال البناء وحدات قيمة المقاومة (قيمة آر) وقيمة الانتقالية (قيمة يو). مع أنهما يتعلقان بالناقلية الحرارية للمادة المستخدمة في منتج العزل فإن كلًّا من قيمة آر وقيمة يو تعتمد على سماكة المنتج.
كذلك تستخدم صناعة النسيج عدة وحدات بينها توغ (المقاومة الحرارية) وكلو (عزل الأقمشة) اللتان تعبران عن المقاومة الحراري بطرق تحاكي قيم آر المستخدمة في مجال البناء.

## القياس
هناك العديد من الطرق لقياس الناقلية الحرارية، وكل منها ملائم لمجال محدود من المواد. بشكل عام هناك نوعان من تقنيات القياس: الحالة المستقرة والعابرة. تستخرج تقنيات الحالة المستقرة الناقلية الحرارية من قياسات على حالة مادة عند الوصول إلى استقرار منحني درجات الحرارة، في حين تعمل تقنيات الحالة العابرة على الحالة اللحظية للنظام أثناء الاقتراب من حالة الاستقرار. لا تتطلب تقنيات الحالة المستقرة، التي لا وجود فيها لعنصر زمني صريح، تحليل إشارة معقد (الحالة المستقرة تعني إشارات ثابتة). سيئتها أنها تحتاج تحضيرًا جيدًا لمكان إجراء الاختبار، ولا يمكن إجراء قياسات سريعة بسبب الوقت الذي يحتاجه الوصول إلى الحالة المستقرة.
بالمقارنة مع المواد الصلبة فإن دراسة الخصائص الحرارية للموائع تجريبيًّا أمر أصعب. يرجع هذا إلى أنه بالإضافة إلى التوصيل الحراري، يوجد عادةً انتقال طاقة بالحمل والإشعاع ما لم تتخذ إجراءات مناسبة للحد من هاتين العمليتين. يمكن أن ينتج عن تشكل طبقة حدية عازلة أيضًا انخفاض ملحوظ في الناقلية الحرارية.

## جدول قيم الناقلية الحرارية لبعض المواد
| المادة             | الناقلية الحرارية واط لكل متر كلفن |
| ------------------ | ---------------------------------- |
| اسمنت, بورتلاند    | 0.29                               |
| خرسانة, حجر        | 1.7                                |
| هواء               | 0.025                              |
| خشب                | 0.04 - 0.4                         |
| كحول، زيت          | 0.1 - 0.21                         |
| تربة               | 1.5                                |
| مطاط               | 0.16                               |
| ماء (سائل)         | 0.6                                |
| زجاج               | 1.1                                |
| ثلج                | 2                                  |
| صلب غير قابل للصدأ | 12.11 ~ 45.0                       |
| رصاص               | 35.3                               |
| ألمنيوم            | 237                                |
| ذهب                | 318                                |
| نحاس               | 401                                |
| فضة                | 429                                |
| ألماس              | 900 - 2320                         |